# 查塔姆 (密歇根州)
查塔姆（英語：Chatham）是位於美國密歇根州阿爾傑縣的一個村。

## 人口
根據2020年美國人口普查的數據，查塔姆的面積為6.36平方千米，當中陸地面積為6.36平方千米，而水域面積為0.00平方千米。當地共有人口193人，而人口密度為每平方千米30人。